# Nhà thờ Bảo vệ Đức Mẹ Đồng trinh ở Miroľa
Nhà thờ Bảo vệ Đức Mẹ Đồng trinh ở Miroľa (tiếng Slovakia: Chrám Ochrany Presvätej Bohorodičky v Miroľa) là một nhà thờ Công giáo Hy Lạp được xây dựng bằng gỗ, tọa lạc ở làng Miroľa, vùng Prešov, Slovakia. Vào ngày 7 tháng 3 năm 1963, nhà thờ này được ghi danh vào Danh sách Di tích Trung ương theo quyết định của Bộ Văn hóa Cộng hòa Slovakia. Năm 1968, theo Nghị quyết của Chủ tịch Hội đồng Quốc gia Slovakia, nhà thờ được công nhận là di tích văn hóa quốc gia.

## Lịch sử
Nhà thờ là một tòa nhà gỗ có ba gian, được xây dựng vào năm 1770. Nhà thờ được xây dựng trên địa điểm trước đây từng tồn tại một nhà thờ cổ hơn, được xây dựng vào cuối thế kỷ 17. Nhà thờ bị hư hại do pháo và súng cối trong các hoạt động quân sự của Chiến tranh thế giới thứ hai, cụ thể là trong chiến dịch Carpathian-Dukla diễn ra vào tháng 11 năm 1944, nhưng được người dân trong làng tái thiết một năm sau đó. Lúc bấy giờ, một tòa tháp chuông hình lăng trụ đã được xây thêm vào ngôi nhà thờ ban đầu. Công trình phục dựng hoàn chỉnh ngôi nhà thờ gỗ này đã được tiến hành từ năm 2005 đến năm 2008, trong quá trình thực hiện dự án "Hãy cải tạo ngôi nhà của chúng ta".